# ポリデウケス (衛星)
ポリデウケスまたはポリデウセス（Saturn XXXIV Polydeuces）は、土星の第34衛星である。ディオネとほぼ同じ軌道を公転しており、ディオネのラグランジュ点に存在するトロヤ衛星の一つである。

## 発見と命名
2004年10月21日に土星探査機カッシーニによって撮影された画像の中から、カッシーニ画像班 (Cassini Imaging Science Team) によって発見された。その12日後に撮影された2枚の広視野画像の中にも写っているのが確認された。発見は同年11月8日に国際天文学連合のサーキュラーで公表され、S/2004 S 5 という仮符号が与えられた。発見の段階では軌道をはっきりと確定させるには観測データが不十分であり、テティスとディオネが公転する領域に存在しているとされた。ただし、土星の赤道面をほぼ円軌道で公転していると仮定すると、ディオネと同じ軌道上にある衛星だろうということは判明していた。なお、過去のカッシーニのデータを調べたところ、最も古いものでは同年4月9日に撮影された画像にも写っていることが確認された。
その後2005年1月21日に、ギリシア神話の航海の守護者でカストルの双子の弟ポルックスのローマ名にちなんでポリデウケスと命名された。同時に Saturn XXXIV という確定番号も与えられた。

## トロヤ衛星
ポリデウケスはディオネと同一軌道上にあり、ディオネの後方にあるラグランジュ点 (L5) に存在している。このような衛星はトロヤ衛星と呼ばれる。ヘレネも同じくディオネのラグランジュ点に存在しており、こちらはディオネの前方のラグランジュ点 (L4) に位置している。この状態は軌道力学の観点から言うと、ディオネとポリデウケスが 1:1 の平均運動共鳴を起こしていることを意味している。
同じ力学的関係にある土星の衛星として、テティスとそのラグランジュ点に存在するテレストとカリプソがある。ポリデウケスはこれまでに4個発見されている土星のトロヤ衛星のうち唯一探査機による観測で発見されたものであり、また最も新しい発見例でもある (他の3つはいずれも地上観測で、1980年の発見)。
ポリデウケスの実際の位置はラグランジュ点 L5 の周辺を振動している。L5 はディオネの後方 60° に位置しているが、ポリデウケスの位置は 33.9° から 91.4° の範囲で変化し、その周期は 790.931 日である。ポリデウケスのラグランジュ点周りの秤動は大きく、ディオネに接近したり遠ざかったりする運動には明確な非対称性があり、ディオネを基準にした場合のポリデウケスはオタマジャクシ状の軌道を取るように見える。

## 物理的特徴
ディオネとの重力的な相互作用の影響で、ポリデウケスの表面は静水圧平衡になっているが、内部は平衡になっていない可能性がある。これはメトネと似た状況であり、メトネはミマスとの相互作用により静水圧平衡になっていると考えられている。